# Gare de White River
La  gare de White River est une gare ferroviaire canadienne, située à White River, ville établie sur le territoire du District d'Algoma dans la province de l'Ontario. 
C'est une gare Via Rail Canada, point extrême de départ et d'arrivée du train Sudbury-White River.

## Situation ferroviaire
Établie à 436 mètres d'altitude, la gare de White River est située au point kilométrique (PK) 484 de la ligne de Sudbury à White River, entre l'arrêt d'O’Brien et la suite de la ligne. Cette infrastructure est une section de la principale ligne transcontinentale du Canadien Pacifique.

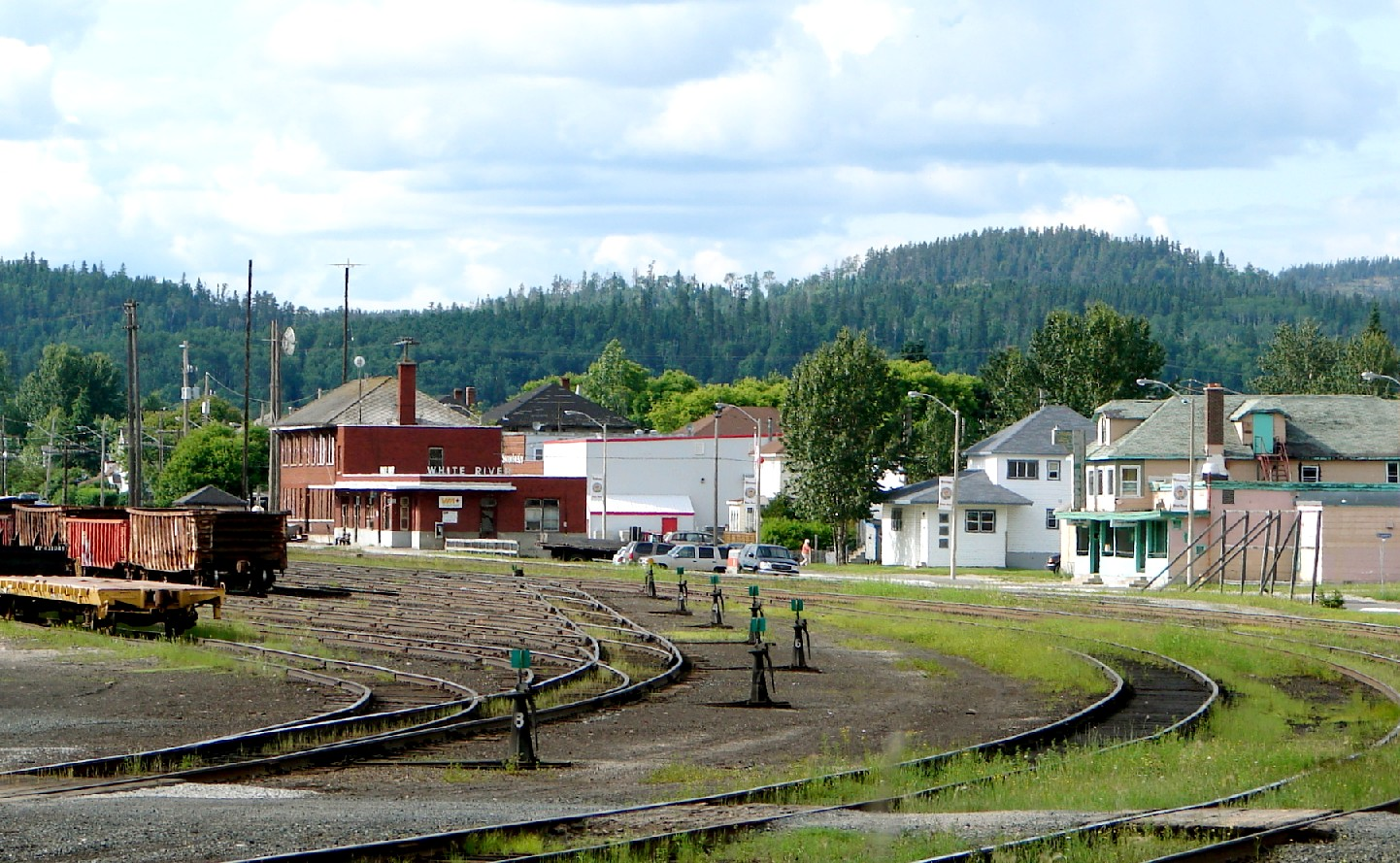
La gare et des voies de service.

## Service des voyageurs

### Accueil
Gare voyageurs, elle dispose d'un bâtiment ouvert pour les départs et arrivées du train.

### Desserte
White River est desservie par le train Sudbury-White River de Via Rail Canada. Le train arrive en gare six fois par semaine : les mardi, jeudi et samedi, son arrivée a lieu à 17h45 venant de Sudbury ; les mercredi, vendredi et dimanche, son départ est à 09h00, pour Sudbury.

### Intermodalité
Il n'y a pas de services.

## Patrimoine ferroviaire
Le 1er avril 1995, le bâtiment de la gare est désigné comme Gare ferroviaire patrimoniale du Canada par le Commission des lieux et monuments historiques du Canada.